# Convenzione UNESCO 2001 sulla protezione del patrimonio culturale subacqueo
La Convenzione UNESCO sulla protezione del patrimonio culturale subacqueo, adottata alla Conferenza generale dell'UNESCO il 2 novembre 2001, è un importante trattato internazionale che mira alla salvaguardia del patrimonio culturale subacqueo.

## Patrimonio culturale
Il patrimonio culturale situato sui fondali dei bacini acquatici negli ultimi decenni del XX secolo ha beneficiato di protezione sia a livello nazionale che internazionale. Nonostante ciò, l'attività di sciacallaggio del patrimonio culturale subacqueo sta aumentando rapidamente: grazie ai recenti progressi della tecnologia subacquea si va riscontrando un crescente interesse da parte di mercanti d'arte e collezionisti - così come di cacciatori di tesori - verso gli oggetti che provengono dal fondo del mare. Questo sviluppo è allarmante.
I tesori culturali celati dagli oceani sono immensi: si stima che ci siano oltre tre milioni di relitti non ancora scoperti dispersi sul fondo dell'oceano, mentre è stato scoperto che resti di antiche civiltà (come le rovine del Faro di Alessandria in Egitto) e di intere città (come il Port Royal giamaicano) sono in passato scomparsi sotto i flutti.
Il patrimonio culturale sommerso è un'inestimabile testimonianza di stili di vita ormai scomparsi: un relitto, così come una rovina sottomarina, è una capsula del tempo che aspetta di essere aperta, dal momento che il tempo si è fermato allorché la nave si è inabissata. Nella maggior parte dei casi si tratta di testimonianze di grande portata storica e culturale. Tuttavia, molti ordinamenti nazionali non proteggono in modo adeguato questo patrimonio, e i relitti e le rovine situate in acque internazionali sono ancora più indifesi.

## Storia
Nel 1982 l'importante Convenzione delle Nazioni Unite sul diritto del mare (UNCLOS) ha regolato il bisogno degli stati firmatari di proteggere il patrimonio culturale sommerso e in particolare “i reperti archeologici e storici”. La Convenzione obbliga gli stati aderenti a proteggere questi oggetti, ma non regola o articola in modo specifico tale protezione. D'altra parte la stessa Convenzione lascia espressamente spazio ad una specifica regolamentazione internazionale per la protezione del patrimonio culturale subacqueo, ed è in conseguenza di ciò che la Convenzione del 2001 è stata adottata dalla Conferenza Generale dell'UNESCO. Tale Convenzione è la risposta della comunità internazionale alle recenti azioni di saccheggio e distruzione, ed offre un alto standard internazionale di protezione di questo patrimonio mediante un ampio apparato normativo e un regime di protezione che fornisce le appropriate misure legali, amministrative e operative adottate dagli stati aderenti in conformità alle loro rispettive capacità e competenze.

## Principi generali della convenzione
Gli stati firmatari della Convenzione devono preservare il patrimonio culturale subacqueo per il bene di tutta l'umanità ed agire di conseguenza.
Per gli scopi della Convenzione UNESCO del 2001, per "Patrimonio culturale subacqueo" si intende qualsiasi traccia di vita umana avente carattere culturale, storico o archeologico che sia stata sott'acqua parzialmente o completamente, periodicamente o continuativamente, per almeno 100 anni.
Il primo principio della Convenzione è che il patrimonio culturale subacqueo deve essere protetto dal rischio di essere sfruttato commercialmente per scambi economici o speculazione. Questo principio non deve essere visto come un impedimento all'attività archeologica professionale, all'inserimento del patrimonio recuperato in progetti di ricerca o alle attività/azioni preventive di salvaguardia messe in atto dagli scopritori, purché i requisiti stabiliti dalla Convenzione siano rispettati. In effetti, nella Convenzione del 2001 è stato raggiunto un compromesso importante tra protezione e bisogni operativi, dal momento che nessuna attività attinente al patrimonio culturale subacqueo, di cui la Convenzione si occupa, è soggetta alla law of salvage o alla law of finds, a meno che ciò non sia autorizzato dalle autorità competenti, sia in piena conformità con i principi della Convenzione e assicuri che qualsiasi recupero del patrimonio culturale subacqueo venga realizzato in modo da ottenere la sua massima protezione.
Un secondo importante principio è la preferenza della protezione in situ del patrimonio culturale subacqueo (cioè l'attuale collocazione sul fondale). Questo tipo di protezione, infatti, è considerata dalla Convenzione la prima azione da attuare per la conservazione di questo patrimonio. Altre attività possono comunque essere autorizzate al fine di apportare un significativo contributo alla protezione o alla conoscenza del patrimonio culturale subacqueo. La priorità accordata alla protezione in situ sottolinea l'importanza e il rispetto del contesto storico del bene archeologico e del suo significato scientifico, e riconosce il fatto che, in circostanze normali, questo patrimonio si conserva meglio sott'acqua, a causa del basso tasso di deterioramento e della mancanza di ossigeno, e non corre pericoli di danneggiamento.
È importante sapere che la Convenzione del 2001 non ha l'intento di riscrivere la storia della navigazione e, di conseguenza, non regola direttamente la delicata questione della proprietà degli oggetti di interesse storico-artistico tra i vari stati coinvolti.
La Convenzione UNESCO sulla protezione del patrimonio culturale subacqueo (Convention on the protection of the underwater cultural heritage - C.P.U.C.H.) stabilisce un alto standard di protezione comune a tutti gli stati aderenti e si applica, quindi, soltanto agli stati che l'hanno ratificata. Tuttavia, ciascuno Stato aderente, se lo desidera, può assicurare standard di protezione più alti.
La Convenzione del 2001 rappresenta, altresì, una lex specialis, contenente disposizioni specifiche per il patrimonio culturale subacqueo, ma in quanto tale non pregiudica in alcun modo i diritti, la giurisdizione o gli obblighi degli stati previsti dal diritto internazionale, inclusa la Convenzione delle Nazioni Unite sul Diritto del Mare (UNCLOS). Ogni stato può aderire alla Convenzione del 2001 a prescindere dall'adesione o meno all'UNCLOS.
In base alla Convenzione de qua, a seconda della collocazione del patrimonio culturale subacqueo, sono applicabili specifici regimi di cooperazione tra stati costieri e flag state (stati sotto il cui ordinamento l'imbarcazione è registrata oppure stati la cui bandiera è esposta sull'imbarcazione) - e eccezionalmente altri stati coinvolti - e, precipuamente, si prevede che:
- Gli stati aderenti hanno il diritto esclusivo di regolare le attività nelle loro acque interne, nelle acque dei loro arcipelaghi e nelle loro acque territoriali;
- All'interno delle loro Zone contigue gli stati aderenti possono regolare e autorizzare le attività riguardanti il patrimonio culturale subacqueo;
- All'interno della Zona Economica Esclusiva, o della Piattaforma Continentale, e all'interno dell'Area (cioè le acque al di fuori della giurisdizione nazionale), è stato stabilito uno specifico regime di cooperazione internazionale che includa comunicazioni, consultazioni e coordinazione nell'implementazione di misure protettive.

La Convenzione contiene molte altre importanti regole. Per esempio, contiene regolamentazioni contro il traffico illecito del patrimonio culturale e sulla formazione di competenze professionali nel campo dell'archeologia subacquea: è necessario, infatti, promuovere la formazione nel campo dell'archeologia subacquea, il trasferimento delle tecnologie e la condivisione dell'informazione ed accrescere la percezione del pubblico sul valore e il significato del patrimonio culturale subacqueo.
La parte più importante della convenzione è il suo allegato, che contiene gli schemi operativi per gli interventi subacquei ed è internazionalmente riconosciuto come il documento di riferimento nella disciplina dell'archeologia subacquea. Questa era l'unica parte della Convenzione già ratificata dall'Italia per effetto dell'art. 94 (v. testo infra, inserito all'interno del Capo VI, Sezione II), del Codice dei beni culturali e del paesaggio (decreto legislativo 22 gennaio 2004, n. 42 e successive modifiche ed integrazioni).
In particolare, la ratifica integrale della Convenzione è avvenuta, nel quinquennio successivo all'entrata in vigore del Cod.bb.cc., con legge 23 ottobre 2009 n. 157, pubblicata nella G.U. n. 262 del 10 novembre 2009, (Ratifica ed esecuzione della Convenzione sulla protezione del patrimonio culturale subacqueo, con allegato, adottata a Parigi il 2 novembre 2001, e norme di adeguamento dell'ordinamento interno).